# Dexter Lee
Dexter Lee (Montego Bay, 18 gennaio 1991) è un velocista giamaicano.
In carriera è stato campione mondiale della staffetta 4×100 metri a Taegu 2011, pur avendo corso unicamente in batteria.

## Palmarès
| Anno | Manifestazione      | Sede      | Evento      | Risultato | Prestazione | Note                                     |
| ---- | ------------------- | --------- | ----------- | --------- | ----------- | ---------------------------------------- |
| 2007 | Mondiali allievi    | Ostrava   | 100 m piani | Oro       | 10"51       |                                          |
| 2007 | Mondiali allievi    | Ostrava   | Staffetta   | Bronzo    | 1'52"18     |                                          |
| 2008 | Mondiali juniores   | Bydgoszcz | 100 m piani | Oro       | 10"40       |                                          |
| 2008 | Mondiali juniores   | Bydgoszcz | 4×100 m     | Argento   | 39"25       | Miglior prestazione personale stagionale |
| 2010 | Mondiali juniores   | Moncton   | 100 m piani | Oro       | 10"21       |                                          |
| 2010 | Mondiali juniores   | Moncton   | 200 m piani | Batteria  | dq          |                                          |
| 2010 | Mondiali juniores   | Moncton   | 4×100 m     | Argento   | 39"55       | Miglior prestazione personale stagionale |
| 2011 | Campionati CAC      | Mayagüez  | 100 m piani | Bronzo    | 10"18       |                                          |
| 2011 | Campionati CAC      | Mayagüez  | 4×100 m     | Oro       | 38"81       |                                          |
| 2011 | Mondiali            | Taegu     | 4×100 m     | Oro       | 37"04       | [ 1 ]                                    |
| 2015 | Giochi panamericani | Toronto   | 4×100 m     | Finale    | dnf         |                                          |